# De graaf is verstrooid
De graaf is verstrooid is een verhaal uit de stripreeks Robbedoes en Kwabbernoot door André Franquin uit 1959. Franquin kreeg voor het scenario de hulp van Greg. Jidéhem hielp bij het tekenen van de decors. Het verhaal telt 14 pagina's en verscheen voor het eerst in Spirou (nummers 1086 tot en met 1092, 5 februari tot 19 maart 1959). Het werd later opgenomen in album 13, De bezoeker uit de oertijd. Het verscheen in 2013 als zelfstandig album.

## Albumversie
De albumversie uit 2013 is gelijkaardig van opzet als de albumversie van de korte verhalen Bravo Brothers en Boeven op de kermis. Het album bevat naast de strip een dossier over het verhaal, een beknopte biografie en bibliografie van André Franquin, Greg en Jidéhem en enkele minder bekende illustraties. De strip zelf is voor dit album opnieuw ingekleurd door Frédéric Jannin. Jannin was een tijdlang collega van Franquin bij Spirou en tekende Geharrewar tussen Pieter Pook en Molleke, een stripreeks met scenario's van Franquin. Jannin kleurde eerder al ander werk van Franquin opnieuw in. Een herinkleuring drong zich op omdat de oude techniek die Dupuis gebruikte niet optimaal was en de kwaliteit van de kleuren en de lijndiktes verslapte bij het kopiëren. Bij dit verhaal zijn de oorspronkelijke aanwijzingen van Franquin verdwenen. Ongeveer de helft van de originele platen werd ook niet teruggevonden, waardoor in dat geval teruggegrepen werd naar de fotogravures. Jannin baseerde zich op de eerdere ingekleurde versies en probeerde de kleuren meer in functie van het verhaal te doen staan en ondergeschikt te maken aan de actie, een belangrijk punt voor Franquin. Hier en daar werden daarom heel andere kleuren gekozen dan in de oorspronkelijke versie, al gaat het voornamelijk om nuances. De nieuwe inkleuring stond onder toezicht van Isabelle Franquin, Andrés dochter.
Behalve de kleuren is ook de bladschikking anders dan bij de versie in De bezoeker uit de oertijd. In het aparte album is de schikking van het weekblad Spirou aangehouden. Destijds verschenen in Spirou wekelijks twee platen van het verhaal. De eerste plaat bestond uit drie stroken, de tweede uit vier. Dat de eerste plaat slechts drie stroken telde, komt doordat de strip van de titelheld toen altijd op de voorpagina stond. Boven de drie stroken stond dan de hoofding van het blad; een gewoonte die dateert uit een tijd voor er sprake was van albumuitgaves. Toen het verhaal in een album samen met De bezoeker uit de oertijd werd opgenomen, werd de strip verknipt zodat elke pagina vier stroken zou tellen. Het gevolg hiervan was dat de cliffhanger die onderaan een plaat stond plots hoger stond.
Het dossier in het album werd geschreven door José-Louis Bocquet, eerder coauteur van het boek Franquin - Chronologie d'une Œuvre, en Serge Honorez. Beide auteurs maakten eveneens het dossier bij de andere korte verhalen in albumvorm. Het dossier bestaat uit de strip in zwart-wit, meer bepaald de originele en dus Franstalige platen of de zwartfilm in het geval het origineel verloren is, met op de pagina ernaast een begeleidend stuk tekst.
De omslag van het album is een adaptatie van de omslag van Spirou 70, een verzamelbundel van losse nummers van het blad, uit 1959.

## Achtergrond
Het idee van een sympathiek personage dat gek wordt, haalde Franquin uit de herinnering aan een tekenfilm van Walt Disney waarin Karel Paardepoot gek wordt. Greg schreef rond dit idee het scenario voor het verhaal. Voor Greg en decortekenaar Jidéhem was De graaf is verstrooid het tweede verhaal van Robbedoes en Kwabbernoot waaraan ze meewerkten. Ook voor het vorige verhaal, De gevangene van Boeddha, werkte Franquin met hen samen. Greg was eerder ook al scenarist voor Franquins reeks Ton en Tineke. Zijn scenario voor De graaf is verstrooid werd tot vreugde van Greg zonder discussie aanvaard en getekend door Franquin, wat in hun samenwerkingen uitzonderlijk was. Franquin was er echter in eerste instantie niet zo voor te vinden dat de graaf een woesteling zou worden, omdat het niet past bij het personage.
Net als de andere korte verhalen van Robbedoes en Kwabbernoot uit deze periode, is ook De graaf is verstrooid ontstaan als een soort intermezzo tussen twee grote verhalen. Ze werden gemaakt om de albumuitgave van de langere verhalen op te vullen. De uitgever had het verder niet graag als Robbedoes en Kwabbernoot lange tijd in het weekblad stonden.
De graaf is verstrooid grijpt terug naar twee eerdere uitvindingen van de graaf van Rommelgem: X4, dat de graaf uitvond in Het schuilhol van het zeemonster en iemand buitengewone intelligentie verschaft, en metomol, een gas dat metaal slap maakt en in De dictator en de paddestoel. Metomol was een idee van Maurice Rosy. Franquin liep aanvankelijk niet warm voor het idee, maar Rosy kon hem overtuigen het te gebruiken. Hier gebruikt Franquin het nogmaals.

## Verhaal
De graaf van Rommelgem is al vroeg in de ochtend met proeven bezig. Hij slaagt erin een schadelijk product van zijn uitvinding X4 te scheiden. Hij wil zijn prestatie aan iemand mededelen en belt Robbedoes op. Tijdens het telefoongesprek let de graaf niet goed op: in plaats van zijn koffie te nemen, neemt hij het bezinksel en drinkt dat goedje op. Hij kan Robbedoes nog op tijd inlichten over de fout, maar sluit af met "stik" en hard gelach.
Robbedoes en Kwabbernoot vertrekken ogenblikkelijk met Spip en de Marsupilami richting Rommelgem. Onderweg stuurt Robbedoes een telegram naar een bevriend bioloog (eerder aanwezig in De bezoeker uit de oertijd), die mogelijk kan helpen.
Het is al nacht als ze aankomen bij hun vriend. Iets later komt ook de bioloog aan bij het kasteel van de graaf. De graaf is op dat moment zelf in de stad, waar hij nog steeds voortdurend "Stik, zeg ik je!" schreeuwt en lacht. Met een hamer slaat hij een aantal willekeurige voorbijgangers neer. Terwijl Robbedoes, Kwabbernoot en de bioloog het laboratorium van de graaf inspecteren, komt die de kamer binnen. Ook tegenover zijn vrienden vertoont hij zijn vreemde gedrag. Het valt Robbedoes op dat hij een klein doosje in zijn handen houdt. Argwanend nemen Robbedoes en Kwabbernoot hem het doosje af. Het blijkt de ontsteker van een bom te zijn.
Terwijl de graaf in een stoel zit te mokken en de bioloog een antigif maakt, gaat Robbedoes op zoek naar de bom via de draad die aan de ontsteker is verbonden. Kwabbernoot probeert intussen de kabel door te knippen. De graaf ziet echter zijn kans schoon om het doosje opnieuw te bemachtigen, waarop Kwabbernoot de achtervolging inzet. De graaf klimt in een boom, maar valt er plots uit. Hij landt op een spuit met het antigif van de bioloog en komt zo snel weer tot zinnen. Robbedoes heeft inmiddels de bom gevonden, vastgeschroefd aan een standbeeld van de burgemeester. Hij maakt de bom los en bergt die veilig op.
De volgende dag vertelt de graaf wat er in de bom zit: metomol. Dan herinnert Kwabbernoot zich plots dat hij de draad van de ontsteker is vergeten door te snijden. Robbedoes bedenkt dat hij zelf de bom is vergeten op te halen. De ontsteker is dus nog verbonden. De Marsupilami ontdekt het kastje en springt al spelend op de schakelaar. Die wordt ingedrukt en de bom ontploft alsnog. Het beeld van de burgemeester, dat net ingehuldigd wordt door de man zelf, wordt meteen week, net als alle andere metalen voorwerpen van de omstaanders.
De graaf verlaat samen met Robbedoes en Kwabbernoot het dorp. Hij meent dat hij beter even uit het dorp kan wegblijven.